# Каоник
Каоник је насељено место града Крушевца у Расинском округу. Према попису из 2022. било је 1019 становника (према попису из 1991. било је 1652 становника).

## Прошлост
Око села су вођене борбе између Срба и Турака, октобра 1876. године током Првог српско-турског рата. На Каоник су нападали Черкези, у склопу турских трупа и спаљивали куће. Српски ровови су се налазили ниже села.
У Каонику је 1896. године рођен Добривоје Милуновић, потоњи "монах Калист", о чијем је подвижничком животу написана књига.
Каоник је био 1901. године заједно са Ђунисом и Црквинама у склопу Ђуниске општине. Две године касније 1903. Црквине и Каоник се осамостаљују од Ђуниса, у нову Каоничку општину.
Каоник је крајем 19. века село у Расинском срезу са школом. Школска зграда је 1881. године током рата била коришћена за смештај српских официра. Супружници Спасоје и Станија Спасојевић чине учитељски кадар 1892. године. Постојала је у њему 1896. године четвороразредна основна школа у којој раде два учитеља. Тада је школу похађало укупно 116 ученика. Јулка Стојановић ту предаје до 1897. године. Тако је 1898. године прво и друго одељење држала Даринка Марковић, а треће и четврто учитељ Љубомир Игрошанац (и 1899). Подигнута је 1902. године нова школска зграда за једно одељење, са једним учитељским станом. Отишла је 1903. године из села учитељица Милица Глигоријевић, а дошла је на рад у месну школу 1903. године Јелисавета Тадић учитељица. Њу замењује 1907. године нова учитељица Драгиња Митровић. Отворена је 1912. године нова школска зграда у Каонику - Ђунису, у којој тада ради учитељица Персида Удовичић. Седиште школе за децу из оба села је тада у Ђунису. Учитељ Светислав Богдановић је примио дужност у јесен 1914. године у Каонику. За време Првог светског рата, 1916. године службу учитељску обавља Загорка Јовановић.
Тридесетих година 20. века Каоник је веома богато и напредно место, на раскрсници главних саобраћајница.

## Демографија
У насељу Каоник живи 1212 пунолетних становника, а просечна старост становништва износи 44,3 година (43,3 код мушкараца и 45,2 код жена). У насељу има 379 домаћинстава, а просечан број чланова по домаћинству је 3,85.
Ово насеље је великим делом насељено Србима (према попису из 2002. године), а у последња три пописа, примећен је пад у броју становника.
|  |

| Демографија | Демографија | Демографија |
| Година      | Становника  | Становника  |
| ----------- | ----------- | ----------- |
| 1948.       | 2.011       |             |
| 1953.       | 2.073       |             |
| 1961.       | 2.031       |             |
| 1971.       | 1.944       |             |
| 1981.       | 1.842       |             |
| 1991.       | 1.652       | 1.614       |
| 2002.       | 1.460       | 1.526       |

| Етнички састав према попису из 2002.‍ | Етнички састав према попису из 2002.‍ | Етнички састав према попису из 2002.‍ | Етнички састав према попису из 2002.‍ | Етнички састав према попису из 2002.‍ |
| ------------------------------------ | ------------------------------------ | ------------------------------------ | ------------------------------------ | ------------------------------------ |
|                                      |                                      |                                      |                                      |                                      |
| Срби                                 | Срби                                 |                                      | 1.418                                | 97,12%                               |
| Роми                                 | Роми                                 |                                      | 34                                   | 2,32%                                |
| Румуни                               | Румуни                               |                                      | 1                                    | 0,06%                                |
| непознато                            | непознато                            |                                      | 6                                    | 0,41%                                |

| Година пописа     | 1948. | 1953. | 1961. | 1971. | 1981. | 1991. | 2002. |
| ----------------- | ----- | ----- | ----- | ----- | ----- | ----- | ----- |
| Број домаћинстава | 382   | 396   | 435   | 443   | 424   | 409   | 379   |

| Број чланова      | 1  | 2  | 3  | 4  | 5  | 6  | 7  | 8  | 9 | 10 и више | Просек |
| ----------------- | -- | -- | -- | -- | -- | -- | -- | -- | - | --------- | ------ |
| Број домаћинстава | 56 | 75 | 50 | 51 | 48 | 50 | 35 | 11 | 3 | 0         | 3,85   |

| Пол    | Укупно | Неожењен/Неудата | Ожењен/Удата | Удовац/Удовица | Разведен/Разведена | Непознато |
| ------ | ------ | ---------------- | ------------ | -------------- | ------------------ | --------- |
| Мушки  | 608    | 118              | 424          | 48             | 17                 | 1         |
| Женски | 646    | 78               | 429          | 119            | 19                 | 1         |
| УКУПНО | 1.254  | 196              | 853          | 167            | 36                 | 2         |

| Пол    | Укупно                    | Пољопривреда, лов и шумарство | Рибарство                            | Вађење руде и камена | Прерађивачка индустрија       |
| ------ | ------------------------- | ----------------------------- | ------------------------------------ | -------------------- | ----------------------------- |
| Мушки  | 340                       | 193                           | 0                                    | 3                    | 82                            |
| Женски | 208                       | 166                           | 0                                    | 0                    | 13                            |
| УКУПНО | 548                       | 359                           | 0                                    | 3                    | 95                            |
| Пол    | Производња и снабдевање   | Грађевинарство                | Трговина                             | Хотели и ресторани   | Саобраћај, складиштење и везе |
| Мушки  | 2                         | 13                            | 19                                   | 0                    | 8                             |
| Женски | 1                         | 0                             | 12                                   | 2                    | 1                             |
| УКУПНО | 3                         | 13                            | 31                                   | 2                    | 9                             |
| Пол    | Финансијско посредовање   | Некретнине                    | Државна управа и одбрана             | Образовање           | Здравствени и социјални рад   |
| Мушки  | 0                         | 0                             | 5                                    | 1                    | 4                             |
| Женски | 1                         | 1                             | 1                                    | 3                    | 4                             |
| УКУПНО | 1                         | 1                             | 6                                    | 4                    | 8                             |
| Пол    | Остале услужне активности | Приватна домаћинства          | Екстериторијалне организације и тела | Непознато            | Непознато                     |
| Мушки  | 2                         | 0                             | 0                                    | 8                    | 8                             |
| Женски | 0                         | 0                             | 0                                    | 3                    | 3                             |
| УКУПНО | 2                         | 0                             | 0                                    | 11                   | 11                            |